# 日本疫学会
一般社團法人日本疫学会（日语：／）是1991年成立的学会，旨在促進流行病学研究的進步發展及会員相互間的交流。
事務局設於東京都文京区本鄉7-2-2。

## 活動
在每年学術總会会期前後舉辦流行病学講座，每年製作2次簡訊，進行国際交流事業，頒發日本疫学会獎励賞，舉行年輕人流行病学未来討論会等。

## 機關刊物
- 《Journal of Epidemiology》 每年6期[3]

## 外部連結
- 日本疫学会 （页面存档备份，存于）